# Lay It on Me
«Lay It on Me» es una canción de la artista estadounidense Kelly Rowland y el rapero estadounidense Big Sean, perteneciente al tercer álbum de estudio de Rowland, Here I Am. Se lanzó en la radio estadounidense el 16 de agosto de 2011 a través de Universal Motown como el segundo sencillo del disco. Fue compuesta por Ester Dean, mientras que Hit-Boy coescribió y produjo la canción con una melodía de piano. En la letra, Rowland le dice a un hombre lo que espera de él en el sexo. La recepción crítica del tema fue por lo general positiva.

## Antecedentes y composición
Tras el éxito de su anterior sencillo «Motivation» (con Lil Wayne), que alcanzó y se mantuvo en el número uno por varias semanas en los Estados Unidos en la lista Hot R&B/Hip-Hop Songs, Rowland optó por componer otra canción de estilo R&B y la llamó «Lay It on Me». Cuenta con la colaboración del rapero Big Sean. Es un tema movido y también presenta partes de piano.
Fue grabado en California en Eyeknowasecret Studio, Brentwood y los estudios Westlake de Los Ángeles, mientras que los versos de Big Sean se realizaron en los estudios de KMA en Nueva York. También se grabaron voces adicionales en el Studio A Inc grabación, de Dearborn Heights, Míchigan.

## Actuación en vivo
Rowland y Big Sean interpretaron la canción en "Jimmy Kimmel Live!" el 26 de septiembre de 2011.

## Posicionamiento
| País           | Lista (2011)                     | Mejor posición |
| -------------- | -------------------------------- | -------------- |
| Estados Unidos | Billboard Bubbling Under Hot 100 | 9              |
| Estados Unidos | Hot R&B/Hip-Hop Songs            | 43             |
| Japón          | Japan Hot 100                    | 69             |
| Reino Unido    | UK Singles Chart                 | 69             |
| Reino Unido    | UK R&B Chart                     | 19             |

## Lanzamiento

### Lanzamiento a la radio
| País           | Fecha                   | Formato                     | Disquera         |
| -------------- | ----------------------- | --------------------------- | ---------------- |
| Estados Unidos | 16 de agosto de 2011    | Rhythmic contemporary radio | Universal Motown |
| Estados Unidos | 6 de septiembre de 2011 | Urban contemporary radio    | Universal Motown |
| Reino Unido    | 4 de enero de 2012      | Radio airplay               | Universal Motown |

### Fechas de lanzamiento
| País        | Fecha                | Formato          | Disquera         |
| ----------- | -------------------- | ---------------- | ---------------- |
| Reino Unido | 5 de febrero de 2012 | Digital Download | Universal Island |